# De roze Rolls
De roze Rolls is het 53e stripverhaal van De Kiekeboes. De reeks wordt getekend door striptekenaar Merho. Het album verscheen in februari 1992.

## Verhaal
Het verhaal begint in Travakstan, waar dictator Tzervôstuhr en zijn vrouw tot hun schok constateren dat er een opstand is uitgebroken. Ze weten echter te ontsnappen in zijn roze Rolls Royce en vluchten naar het buitenland. Daar belanden ze via hun connecties in Donkerwoud, een opvangcentrum voor afgezette dictators. De beheerders vrezen echter dat Tzervôstuhrs auto te veel zal opvallen en adviseren de ex-dictator om het ding te verkopen. Tzervôstuhr weigert dit echter. Zonder zijn medeweten slagen de opvangcentrumbeheerders er toch in de wagen voor een billijk prijsje van de hand te doen. De koper is Marcel Kiekeboe, die meteen met zijn wagen gaat pronken. Wanneer Tzervôstuhr verneemt dat hij zijn roze Rolls kwijt is wordt hij razend en eist dat het ding desnoods met geweld wordt teruggestolen...